# Sanok (stacja kolejowa)
Sanok – stacja kolejowa w Sanoku, w województwie podkarpackim, w Polsce.

## Historia
Budynek został zbudowany przez władze C. K. Austro-Węgier w 1884 roku w związku z uruchomieniem nowej linii kolejowej w ramach Kolei Transwersalnej w tym samym roku. Pierwszy pociąg wjechał na stację latem 1884 roku.
Stanowisko naczelnika stacji Sanok pełnili: Wilhelm Stehlik (od 1884, od około 1889 w charakterze adjunkta, od około 1893 do około 1894 w charakterze oficjała), Juliusz Stampf’l (od około 1894), inż. Feliks Wodziczko (od około 1898), Józef Trzciński (od około 1900 w charakterze komisarza budownictwa, od około 1906 starszego komisarza budownictwa, od około 1913 w randze inspektora).
W 1913 została ustanowiona ulica Kolejowa biegnąc do dworca kolejowego. W 1917 przez stację przebiegały szlaki trzech tras pociągów: Stróże - Nowy Zagórz (3-krotnie), Iwonicz - Sanok (1), Sanok - Chyrów (1).
Po zakończeniu I wojny światowej i odzyskaniu przez Polskę niepodległości od 19 lutego 1919 funkcję komendanta dworca kolejowego Sanok pełnił ppor. Czesław Jamka.
W 1931 przy ulicy Dworcowej były budynki kolejowej pod numerami: dom kolei państwowych - 2 (pierwotnie pod numerem konskrypcyjnym 217), stacja - 4 (218), stacja magazyn - 6 (276), kolej państwowa - 8 (277), budynek kolei państwowej 13 (274).
Po II wojnie światowej z bocznic kolejowych korzystały: Fabryka Wagonów, Stomil oraz elewator zbożowy.
Z dniem 10 września 1967 przed budynek dworca został przeniesiony dworzec autobusowy PKS, do tego czasu funkcjonujący na Placu Rewolucji Październikowej.
Formalnie gruntowne prace modernizacyjne i remont dworca trwały od 1985, lecz faktycznie od przełomu 1987/1988. Pracy trwały w 1993, a zakończyły się w 1994 roku. W jego trakcie został przywrócony pierwotny wygląd obiektu. Oddanie do użytku nastąpiło 19 maja 1994 roku.
Na fasadzie budynku umieszczono jedną z tabliczek informacyjno-pamiątkowych na Szlaku śladami dobrego wojaka Szwejka, upamiętniejących pobyt w mieście Józefa Szwejka, opisanego w książce Przygody dobrego wojaka Szwejka autorstwa Jaroslava Haška. Według powieści 15 lipca 1915 roku Szwejk przybył do Sanoka i wysiadł z pociągu na dworcu.
W holu budynku znajduje się płaskorzeźba przedstawiająca herb Sanoka. W budynku działał bar „Semafor”.
Od strony południowej stacji kolejowej został utworzony dworzec autobusowy PKS przy ul. Kazimierza Lipińskiego. Kładka ponad torami kolejowymi umożliwia przejście z dworca kolejowego do dworca autobusowego. Była budowana od 1981 do 1982 przez Autosan i została oddana do użytku 19 lipca 1982 roku. 6 listopada 2001 została otwarta ponownie po przeprowadzonym remoncie. Po przeprowadzonym unowocześnieniu dworca, ponownie otwartego 23 maja 2019, dotychczasowa kładka zyskała formę zabudowaną, wraz z zainstalowanymi windami.
Budynek dworca został wpisany do gminnego rejestru zabytków miasta Sanoka, opublikowanego w 2015.
20 czerwca 2017 na ścianie frontowej dworca została odsłonięta tablica o treści: Z rejonu Sanok w ramach akcji „Wisła” w okresie 29.IV.-1.VII.1947 wywieziono transportami kolejowymi R10-R164 na Ziemie Zachodnie 47562 osoby narodowości ukraińskiej. Zjednoczenie Łemków. Sanok, 2017.

## Ruch pasażerski i połączenia
| Rok  | Wymiana pasażerska na dobę |
| ---- | -------------------------- |
| 2017 | 10-19                      |
| 2022 | 50-99                      |

Połączenia realizowane z Sanoka:
- Gdynia Główna
- Bydgoszcz Główna
- Zagórz
- Warszawa Centralna
- Łupków
- Medzilaborce.

## Galeria

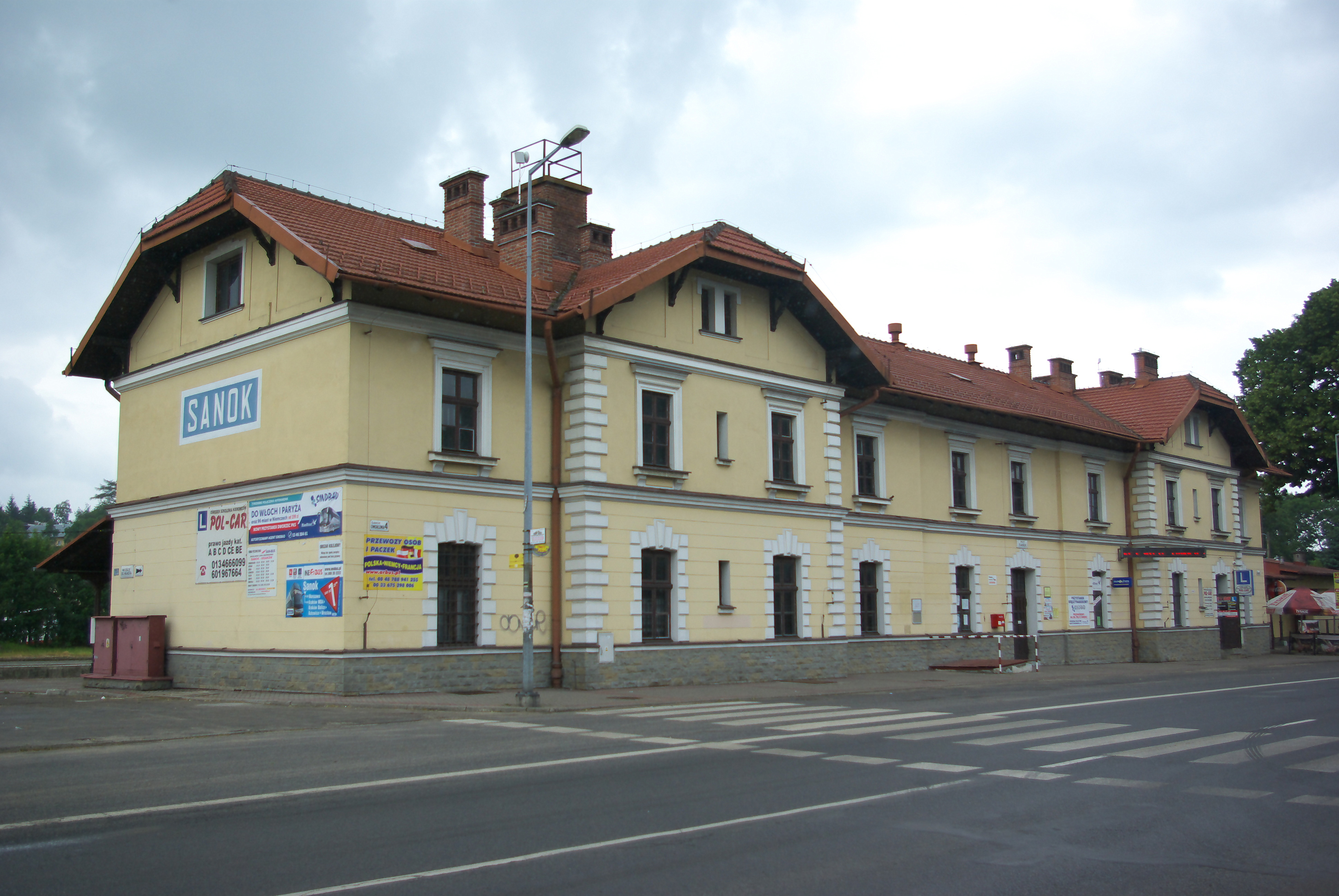
Widok z ulicy Dworcowej
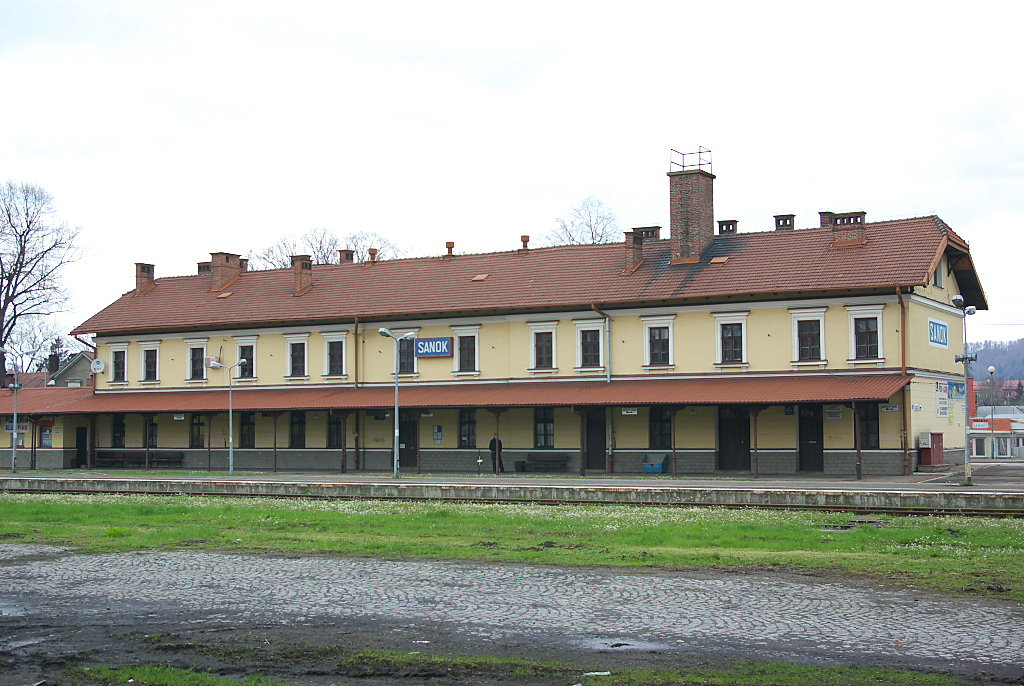
Widok od południa
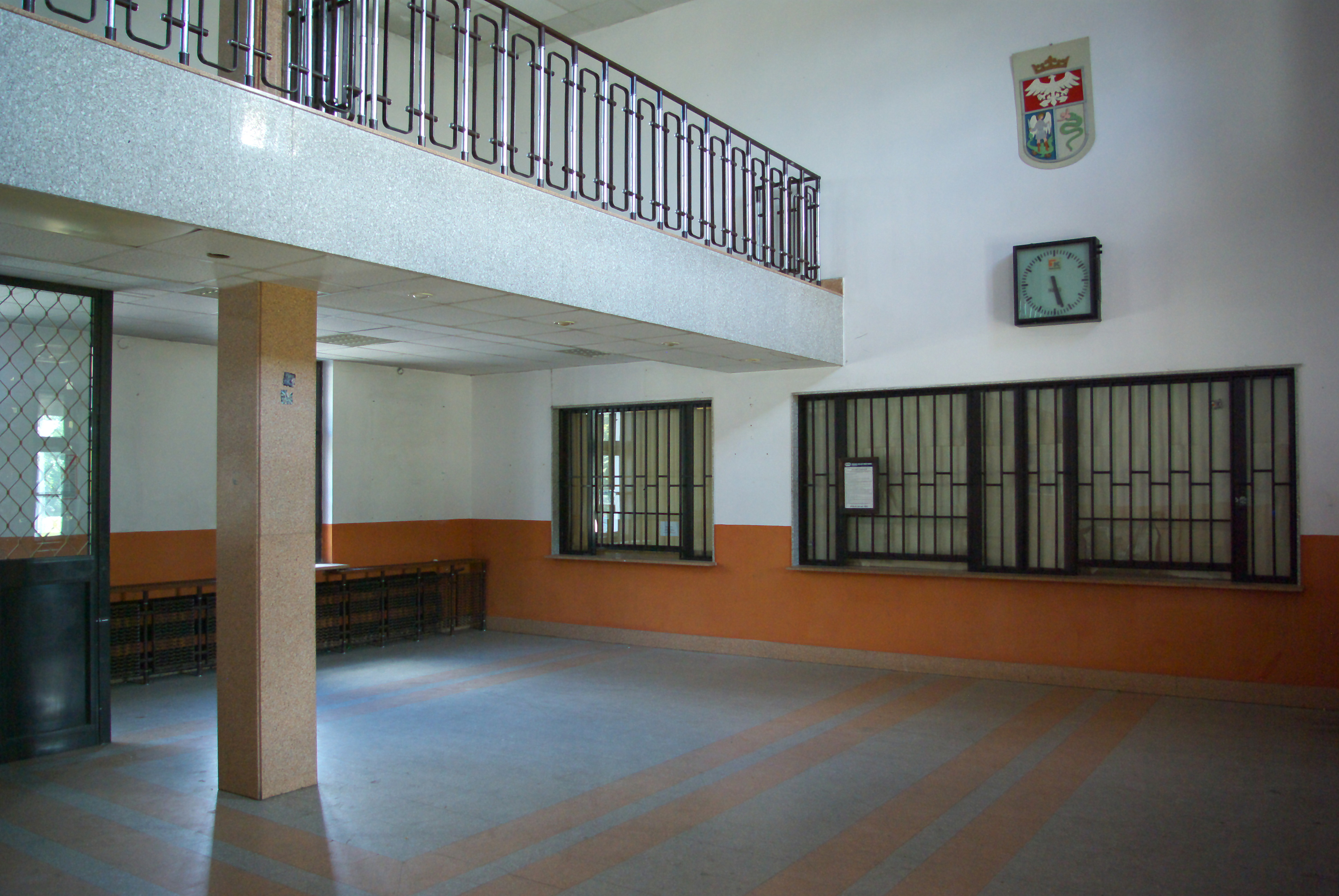
Wnętrze budynku
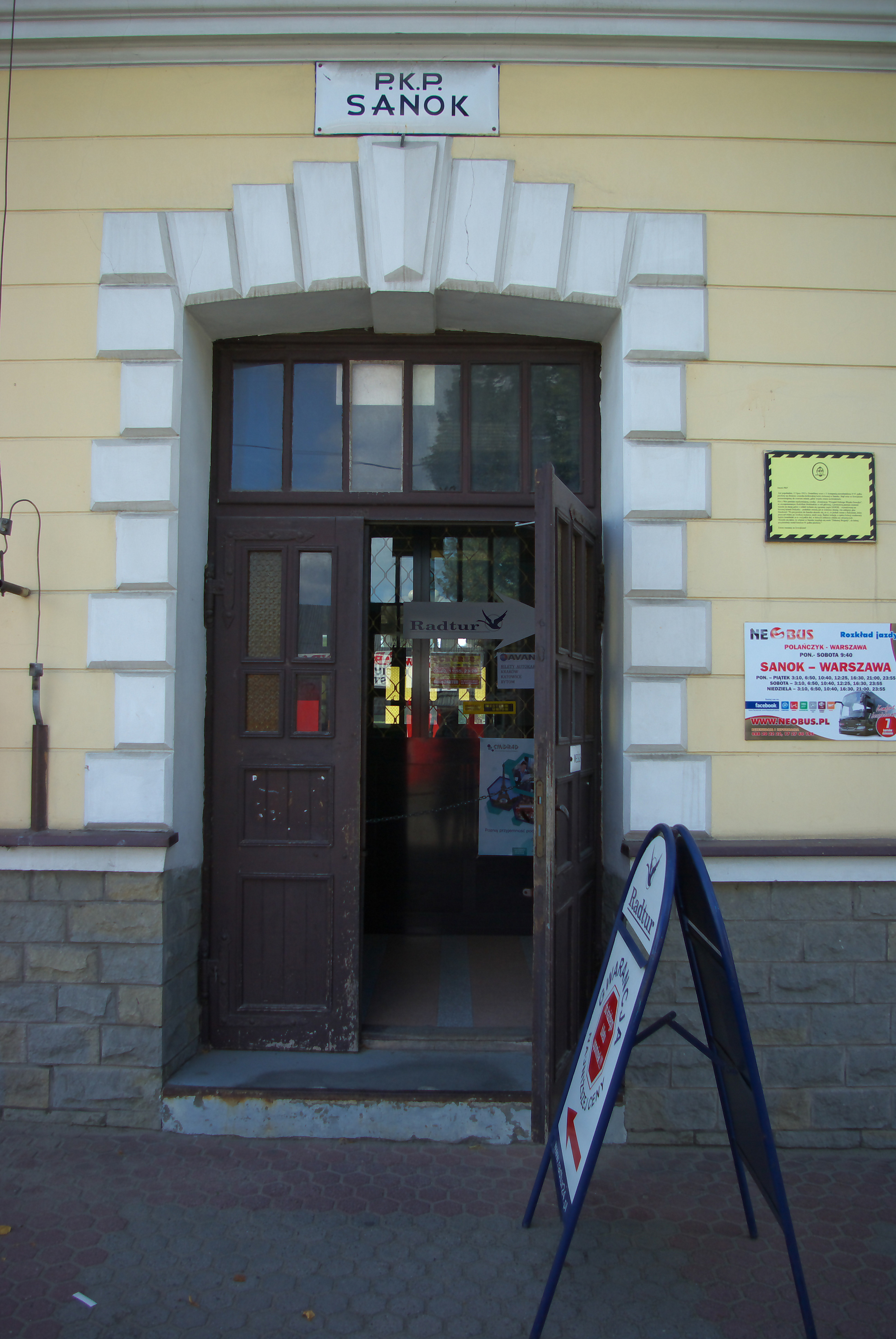
Główne drzwi wejściowe
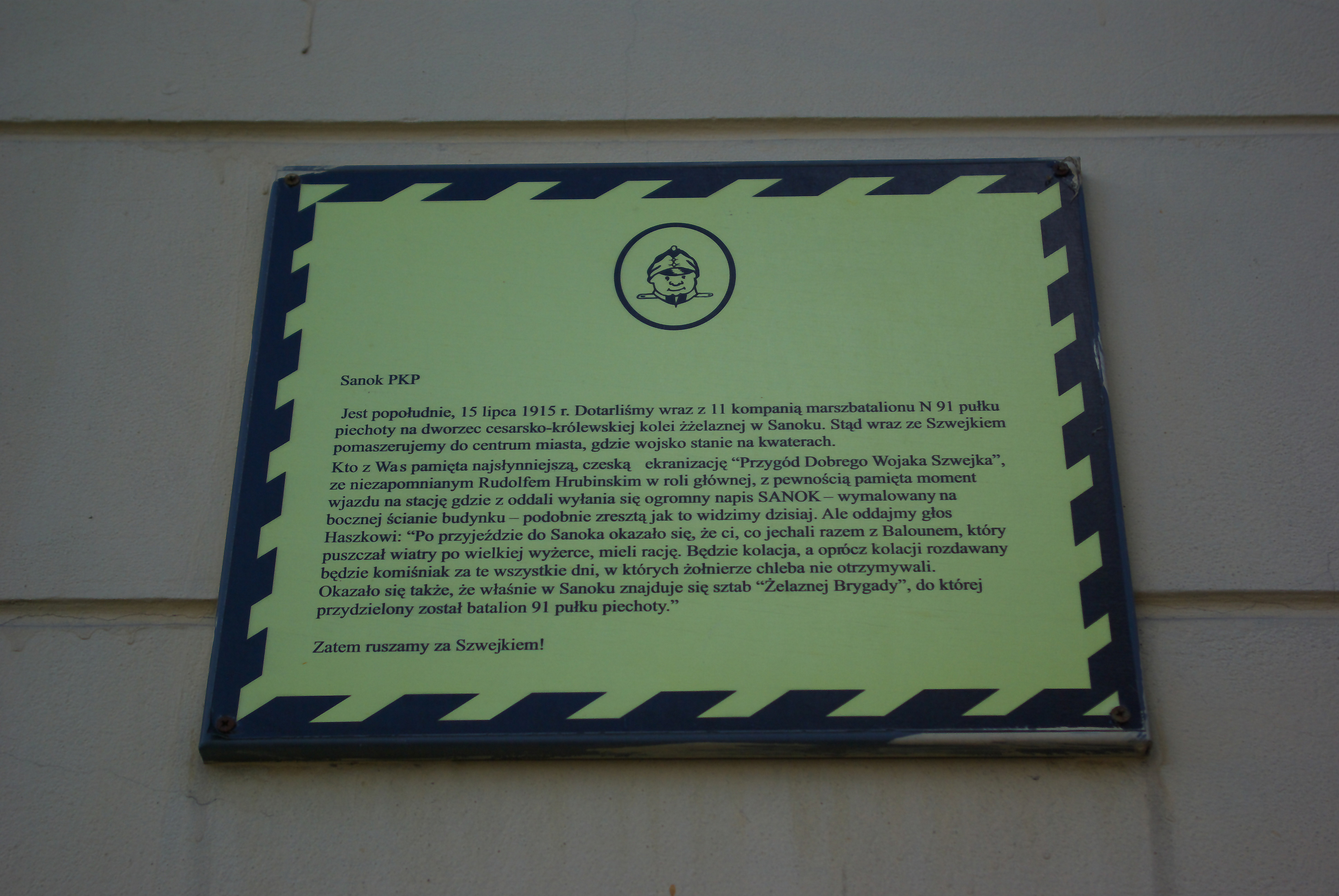
Tablica informacyjna na Szlaku śladami dobrego wojaka Szwejka
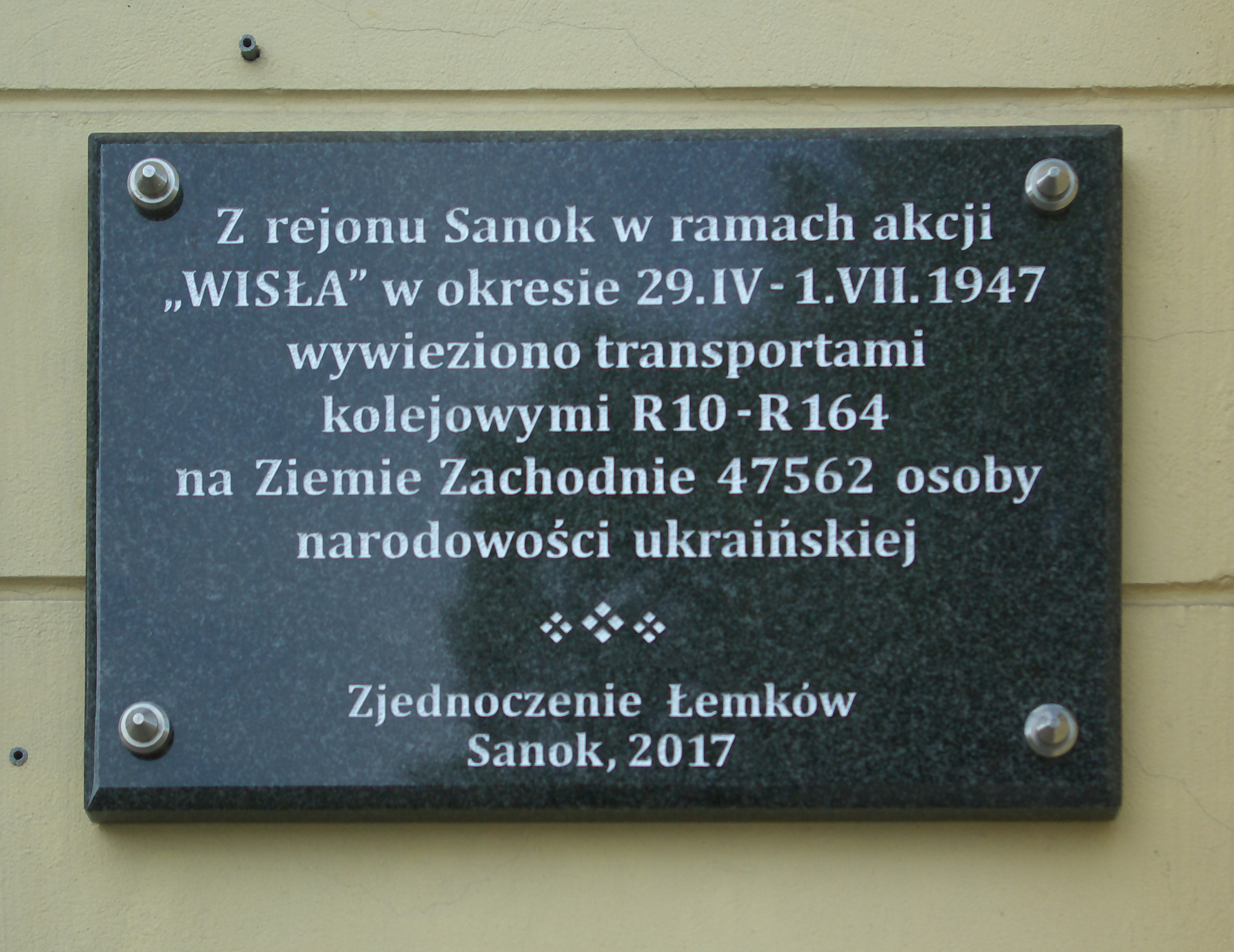
Tablica ofiar akcji „Wisła”